# A Mighty Wind - Amici per la musica
A Mighty Wind - Amici per la musica (A Mighty Wind) è un film di Christopher Guest del 2003.